# Neomirandea
Neomirandea är ett släkte av korgblommiga växter. Neomirandea ingår i familjen korgblommiga växter.

## Dottertaxa tillNeomirandea, i alfabetisk ordning[1]
- Neomirandea allenii
- Neomirandea angularis
- Neomirandea araliaefolia
- Neomirandea araliifolia
- Neomirandea arthodes
- Neomirandea arthrodes
- Neomirandea biflora
- Neomirandea burgeri
- Neomirandea carnosa
- Neomirandea chiriquensis
- Neomirandea costaricensis
- Neomirandea croatii
- Neomirandea cuatrecasana
- Neomirandea eximia
- Neomirandea folsomiana
- Neomirandea gracilis
- Neomirandea grosvenorii
- Neomirandea guevarii
- Neomirandea homogama
- Neomirandea ovandensis
- Neomirandea panamensis
- Neomirandea parasitica
- Neomirandea pendulissima
- Neomirandea pithecobia
- Neomirandea pseudopsoralea
- Neomirandea psoralea
- Neomirandea sciaphila
- Neomirandea standleyi
- Neomirandea tenuipes
- Neomirandea ternata
- Neomirandea turrialbae